# Lamas (Cadaval)
Lamas ist ein Ort und eine ehemalige Gemeinde im mittleren Portugal.

## Geschichte
Eisenzeitliche Siedlungen aus der Castrokultur wie Castro de Rocha Forte und andere belegen hier eine vorgeschichtliche Besiedlung.
Bis zum 13. Jahrhunderten wurden hier mehrere Sakralbauten errichtet, darunter insbesondere das 1217 gebaute Convento de Nossa Senhora das Neves, das erste Dominikanerkloster in Portugal.
Im 18. Jahrhundert sorgte dann die Einrichtung der Real Fábrica de Gelo de Montejunto, der königlichen Eisfabrik im Gemeindeort Montejunto, für Impulse, bis zu ihrer Einstellung 1885. Seit 1997 stehen die Anlagen als anerkanntes Monumento Nacional unter Denkmalschutz.

## Verwaltung
Der Ort war Sitz einer gleichnamigen Gemeinde (Freguesia) im Kreis (Concelho) von Cadaval im Distrikt Lissabon. Die Gemeinde hatte 3072 Einwohner und eine Fläche von 37,63 km² (Stand 30. Juni 2011).
Folgende Ortschaften und Orte lagen in der Gemeinde:
| - Boiça - Casais da Olaria - Casais de Montejunto - Casal Cabreiro - Casal da Caridade - Casal da Serra - Casal do Vimeiro - Casal Valverde - Casal Velho - Casalinho | - Chão do Sapo - Charco - Correeira - Dom Durão - Lamas - Montejunto - Murteira - Pedreiras - Póvoa - Pragança | - Quinta da Aguieira - Quinta do Brigadeiro - Rameleira - Rampa de Pinteus - Riba Fria - Rochaforte - Tramagal - Vale Bom - Ventosa - Vale do Vilão |

Im Zuge der administrativen Neuordnung zum 29. September 2013 wurden die Gemeinden Lamas und Cercal zur neuen Gemeinde União das Freguesias de Lamas e Cercal zusammengeschlossen. Lamas ist Sitz dieser neu gebildeten Gemeinde.

## Persönlichkeiten
- Sofia Quintino (1879–1964), Ärztin, Frauenrechtlerin und republikanische Aktivistin